# Susan Dorothea White
Susan Dorothea White (nascida em 10 de agosto de 1941) é uma artista e autora australiana. Multidisciplinar, White domina habilidades em pintura, escultura, gravura e desenho. Seu trabalho aborda o mundo natural e a situação humana, incorporando cada vez mais a sátira e a ironia para transmitir sua preocupação com os direitos humanos e a igualdade. Ela é autora de "Draw Like da Vinci" (2006).

## Educação e Início de Carreira
Nascida em Adelaide, Austrália Meridional, White cresceu na cidade mineira de Broken Hill, no interior do país. Ela começou a frequentar um internato em Adelaide em 1954, voltando para casa em Broken Hill durante as férias escolares para pintar e desenhar. White expôs pela primeira vez em 1957; em 1958, enquanto ainda estudava em Adelaide, começou a aceitar encomendas e frequentou aulas de desenho aos sábados, conduzidas pelo artista James Cant, que, juntamente com sua esposa Dora Chapman, havia se estabelecido definitivamente em Adelaide em 1956. De 1959 a meados de 1960, White foi aluna do programa Diploma of Fine Art na South Australian School of Art. Na SASA, White foi iniciada na apreciação da arte por Dora Chapman, que lhe ensinou "uma ampla gama de habilidades, incluindo projeção em perspectiva". White também aprendeu litografia com Udo Sellbach. A crítica de arte de Adelaide, Elizabeth Young, descreveu o trabalho de White na exposição de 1959, Painters and Sculptors of Promise, organizada pela Royal South Australian Society of Arts, como "uma impressão paisagística competente".